# Tiniocellus setifer
Tiniocellus setifer là một loài bọ cánh cứng trong họ Bọ hung (Scarabaeidae).